# Актив библиотеки
Актив библиотеки (читательский актив) — это читатели, помогающие в работе библиотеки. Они могут быть членами общественного совета библиотеки, участвовать в работе его секций или выполнять отдельные поручения.
В составе актива часто выступают читатели, которые специализируются в разных отраслях, необходимо привлекать молодежь, активных жителей города, бывших библиотечных работников. Активисты могут как участвовать в нестационарных формах библиотечного обслуживания: они могут заниматься домашним обслуживанием читателей (инвалидов, лежачих больных, престарелых), так и оказывать помощь стационарной библиотеке: привлекать новых читателей, организовывать мероприятия, проводить кружки и мастер-классы, оказывать помощь в обработке и расстановке книг.
С одной стороны, очевидна выгода для библиотечных работников, поскольку они получают возможность лучше понять своего читателя, выявить его информационные потребности. Немаловажно то, что работа с активом помогает привлечь к управлению библиотекой непосредственных получателей библиотечных услуг — читателей. Наконец, библиотеки занимаются профориентационной деятельностью, готовя для своих учреждений мотивированных и заинтересованных сотрудников. С другой стороны, читатели, входя в читательский актив, включаются в общественную деятельность, в систему патриотического и нравственно-эстетического воспитания, эколого-краеведческого просвещения, содействуют формированию благоприятной для продвижения чтения информационной среды и условий доступности людям полезной для жизни и социально необходимой литературы.
Очень часто библиотеки имеют годовой план работы с библиотечным активом.
Он может содержать следующие разделы:
- основные цели и задачи работы актива;
- функции актива;
- состав актива;
- перечень библиотечных мероприятий, в которых примут участие активисты;
- перечень обучающих мероприятий для активистов;
- график собраний (1-2 раза в месяц).

Очень часто читательский актив вырастает в следующую форму взаимодействия читателя и библиотеки — читательский совет.
Работа библиотечного актива повышает эффективность деятельности библиотеки, помогает лучше понять читателя и выявить его потребности.

## Актив школьной библиотеки
В школьных библиотеках особое внимание уделяется созданию библиотечного актива, целью работы которого является пропаганда книги и чтения, а также привлечение юных читателей к управлению библиотекой. Актив школьной библиотеки помогает раздавать учебники по классам, организовывать книжные выставки, оформлять закладки, распространять информационные листки со списком книг.
Организационно-правовые вопросы очень часто закреплены в Положении о активе школьной библиотеки.
В современной России практически при каждой школьной библиотеки существует актив библиотеки, который указан на сайте школы.